# نهر تشامبرلين
نهر تشامبرلين يقع في منطقة كيمبرلي في غرب أستراليا.